# Microfonação
Microfonação pode ser definida como todo processo que capta um som com a finalidade de amplificá-lo ou gravá-lo. Normalmente são utilizadas técnicas aprimoradas e estudadas de microfonação quando se trata de captar com qualidade uma apresentação ao vivo ou ainda uma sessão de gravação musical em estúdio de som. Tirando estes casos, com algumas exceções, o processo de microfonação é deixado de lado muitas vezes.